# Oskar Cöster (Schriftsteller)
Oskar Cöster (* 1949 in Breitenheim) ist ein deutscher Autor philosophischer und literarischer Werke.

## Leben
Oskar Cöster studierte an der Universität Hamburg Philosophie (Hauptfach) sowie Germanistik, Politologie und Theologie. 1982 wurde er mit der philosophischen Arbeit Hegels Konzept einer Vermittlung von allgemeinem und besonderem Interesse zum Dr. phil. promoviert. Die Dissertation wurde unter dem Titel Hegel und Marx. Struktur und Modalität ihrer Begriffe politisch-sozialer Vernunft im Bouvier Verlag, Bonn, als Buch veröffentlicht. Bereits während des Studiums war Cöster als literarischer Autor (Essay, Erzählung, Lyrik) sowie als Literaturkritiker für das Deutsche Allgemeine Sonntagsblatt und Literatur konkret tätig. Für seine Erzählung Assuan erhielt er den Literaturpreis Story 80 für die beste deutsche Kurzgeschichte.
Nach seiner Promotion war er auf dem Gebiet der Unternehmens- und Produkt-Kommunikation für namhafte Marken tätig, zunächst als Texter und Konzeptioner, später als Creative Director in internationalen Werbeagenturen, schließlich als Inhaber und Leiter der Werbeagentur DOC’S Communications.
Seine Erfahrungen in diesem Sektor reflektierte Cöster in dem als Buch publizierten und vielbeachteten philosophischen Essay Ad’Age – Der Himmel auf Erden. Eine Theodizee der Werbung. Seit Beendigung seines Engagements als Werber ist Oskar Cöster auf den Gebieten Literatur und Philosophie erneut als Schriftsteller tätig. Sein aktuellstes Werk ist der Roman Inkassiopeia. Der Mammon von Sankt Nimmerlein. Darin wird, inspiriert von einem realen Betrugsfall großen Stils in einem Kreditinstitut der deutschen Provinz, ein Kleinstadtdrama als Welttheater inszeniert und eine Philosophie des Geldes in Form einer Kriminal-Groteske erzählerisch entwickelt.
Oskar Cöster ist heute auch als Inhaber und Leiter des Verlags für Literatur und Philosophie DOC'S Communications tätig.

## Werke
- INKASSIOPEIA – Der Mammon von Sankt Nimmerlein (Roman), DOC’S Communications Verlag, Hamburg 2019
- Ad‘Age – Der Himmel auf Erden. Eine Theodizee der Werbung (Essay; Kurzfassung des 1990 unter gleichem Titel erschienenen Buches), in: Karin Ruigrok / Bureau Studium Generale, Universität Utrecht (Hrsg.): Utopien des zwanzigsten Jahrhunderts. Universitätsverlag, Utrecht (NL) 2000
- Werbung – Frohe Botschaft. Vorbereitende Bemerkungen zu einer Theorie der kommunikativen Omnipotenz (Essay; weitere Kurzfassung des 1990 unter dem Titel AD’AGE – Der Himmel auf Erden erschienenen Buches), in: Thomas Klie (Hrsg.): Der Werbung glauben? Mythenmarketing im Zeitalter der Ästhetisierung. Arbeitshilfen für den Evangelischen Religionsunterricht an Berufsbildenden Schulen, Verlag des Klosters Loccum, Loccum 1995
- AD‘AGE – Der Himmel auf Erden. Eine Theodizee der Werbung (Philosophischer Essay), DOC’S Communications Verlag, Hamburg 1990
- Die ökonomische Entfremdung, in: Hegel-Jahrbuch 1986 (Philosophischer Vortrag, XV. Internationaler Hegel-Kongress in Rotterdam 1984), Germinal, Bochum 1988
- Hegel und Marx – Struktur und Modalität ihrer Begriffe politisch-sozialer Vernunft (Philosophisch-wissenschaftliche Abhandlung: Diss. phil.) Bouvier Verlag, Bonn 1983
- Assuan (Erzählung). In: Playboy. Nr. 10. Heinrich Bauer Verlag, Hamburg / München Oktober 1980, S. 112–114, 204–214. Hierfür Literaturpreis Story 80 für die beste deutsche Kurzgeschichte.
- Assuan (Hörfunk-Produktion). Radio-Lesung der Erzählung durch den Autor. Erstsendung im Studio für Literatur des Hessischen Rundfunks am 17. Januar 1981
- Kämpfe mit Engeln (Gedichte) Wolfgang Fietkau Verlag (Schritte 35), Berlin 1979
- Maulschellen für den »Volksmund« - Epigramme zur Dialektik des Sprichworts. (Essay und Epigramme), in: Heinz Ide / Bodo Lecke (Hrsg.): Projekt Deutschunterricht 12, Kommunikationsanalyse II – Sprachkritik (Materialien für Schule und Unterricht) Metzler Verlag, Stuttgart 1978

## Aufsätze und Artikel
- Sensibilität & Subjektivität. Eine Dekade bundesdeutscher Lyrik. Deutsches Allgemeines Sonntagsblatt (DS) 49/76 vom 5.12.1976, S. 30. Über Jürgen Theobaldy / Gustav Züricher: Veränderung der Lyrik.
- Ein leerer Tanz der Entfremdung. Für den Nobelpreis in der Diskussion. DS 17/77 vom 24.4.1977, S. 19. Über Louis Paul Boon: Menuett. Roman.
- Nach den Vätern reisen die Töchter. Drei Frauen auf der Suche nach sich selbst – Jeanette Landers schönes Buch über ein ernstes Problem. DS 20/78 vom 14.5.1978, S. 22. Über Jeanette Lander: Die Töchter. Roman.
- Drei Arten drei Wirklichkeiten zu beschreiben. literatur konkret Herbst 1978, Heft 3, 2. Jg., S. 47 f. Über
  - Günter Kunert: Verlangen nach Bomarzo.
  - Helga M. Novak: Margarete mit dem Schrank.
  - Günter Bruno Fuchs: Die Ankunft der Großen Unordentlichen in einer ordentlichen Zeit.
- Gegen laue Lüfte helfen nur Turbulenzen. DS 6/79 vom 11.2.1979, S. 22. Über Peter Rühmkorf: Strömungslehre I. Poesie.
- Mitten im Frost aufs Frühjahr warten. Ponto, der Mann ohne Charakter, der es Hermann Peter Piwitt wert ist, einen Romanhelden abzugeben. DS 22/79 vom 3.6.1979, S. 22. Über Hermann Peter Piwitt: Die Gärten im März.
- Verzettelung des Absoluten. DS 42/79 vom 21.10.1979, S. 28. Über G. W. F. Hegel: Werke in zwanzig Bänden, Registerband von Helmut Reinecke, Suhrkamp Verlag, Frankfurt
- Widersprüche oder: Steckt die Lyrik in einem Tief? Beitrag im Lyrik-Forum. DS 45/79 vom 11.11.1979, S. 24
- Zehn Jahre danach: Männer schreiben zurück. literatur konkret Herbst 1979 (Heft 3, 3. Jg.), S. 85 ff. Über
  - Herb Goldberg: Der verunsicherte Mann.
  - Volker Elis Pilgrim: Der Untergang des Mannes.
  - Volker Elis Pilgrim: Manifest für den freien Mann.
- Wenn der Knochen zum Hund geht. Literatur und Trubel – wie kommt das zusammen? Überlegungen am Beispiel Hamburg. DS 37/82 vom 12.9.1982, S. 18
- L’os s’en va trouver le chien. Hambourg: la manifestation littéraire LITERATRUBEL. La Tribune d’Allemagne. 962/82 vom 26.9.1982, S. 12
- Sozusagen in aller Stille. Aus dem erfolglosen Abgang vor dem drohenden Weltuntergang wird in Jurek Beckers erstem Westroman ein erträglicher Wechsel des Ressorts. literatur konkret 1982/83, Heft 7, S. 85. Über Jurek Becker: Aller Welt Freund
- Vom Dill, von der Kuh, vom Film und von der Lyrik. Mit zwanzig Jahren stieg Arthur Rimbaud aus der Droge Lyrik aus. Dass er keine Nachahmer gefunden hat, bedauert Oskar Cöster. literatur konkret 1986/87, Heft 11, S. 42 ff. Über Lyrik im Allgemeinen und über
  - Hans-Ulrich Treichel: Liebe Not. Gedichte
  - Peter-Jürgen Boock: Vogelfrei. Gedichte

## Gedichte und Epigramme in verschiedenen Medien (Auswahl)
- Wahlkampf. Gedicht. Deutsches Allgemeines Sonntagsblatt (DS) 39/76 vom 26.9.1976, S. 13
- Der Biermann / der Wolf. Gedicht. DS 48/76 vom 28.11.1976, S. 18. Wiederabdruck in: Exil. Die Ausbürgerung Wolf Biermanns aus der DDR. Eine Dokumentation. Hrsg. Peter Roos. Vorwort Günter Walraff. Kiepenheuer & Witsch, Köln 1977, S. 309
- Taktik. Gedicht. Frieden und Abrüstung. Ein bundesdeutsches Lesebuch. Hrsg. Gerda Konietzny, Peter Schütt, Wolf-Dietmar Stock. Verlag Atelier im Bauernhaus, Fischerhude, 1977, S. 154
- Maulschellen. Vier Epigramme. DS 27/76 vom 4.7.1976, S. 15
- Seitenhiebe. Fünf Epigramme. DS 29/76 vom 18.7.1976, S. 2
- Seitenhiebe. Vier Epigramme. DS 43/78 vom 22.10.1978, S. 2
- Schüsse aus der Wortkanone. 26 Epigramme. stern magazin 9/78 vom 1.3.78, S. 132
- Die Speisung der obern Zehntausend. Epigramm. literatur konkret, Frühjahr 78, Heft 2, 2. Jg., S. 36
- Die Maschen des Gesetzes der Gravitation. Und: Gesellschaft oder Im großen Bottich. Zwei Epigramme. Literaturmagazin 5. Das Vergehen von Hören und Sehen. Aspekte der Kulturvernichtung . Hrsg. Hermann Peter Piwitt und Peter Rühmkorf. Rowohlt, Reinbek 1976, S. 187 und 227

## Auszeichnungen
- Literaturpreis Story 80 für die beste deutsche Kurzgeschichte, verliehen 1980 für die Erzählung Assuan. Stifter des Preises war der Heinrich Bauer Verlag. Die unabhängige Jury bestand aus Heinrich-Maria Ledig-Rowohlt, Peter Wapnewski, dem Schriftsteller Peter Härtling und Günter Rohrbach. Der Wettbewerb wurde bundesdeutschland-, österreich- und schweizweit ausgeschrieben und die Erzählung aus 2.174 Einsendungen ausgewählt.[9]